# Luna–8
A Luna–8 (Luna E–6–12) második generációs szovjet holdautomata, a Luna-program része.

## Küldetés
Tervezett feladata a Hold megközelítése – sima leszállás, felületének fényképezése, repülés közben a kozmikus sugárzás, a napszél, a mikrometeoritok, az interplanetáris anyag és a Hold mágneses terének vizsgálata.

## Jellemzői
Építette és üzemeltette az OKB–1 (oroszul: Особое конструкторское бюро №1, ОКБ-1).
1965. december 3-án startolt a Bajkonuri indítóbázisról, egy háromlépcsős, párhuzamos elrendezésű Molnyija hordozórakétával (8K78) állították Föld körüli pályára. Az orbitális egység pályája 88,2 perces, 51,8 fokos hajlásszögű, elliptikus pálya adatai perigeuma 170 kilométer, apogeuma 250 kilométer volt. Az utolsó fokozat hajtóművének újraindításával elérte a szökési sebességet. Három ponton stabilizált (kettő Földközpontú, egy Napra érzékeny) űreszköz.
Az 1552 kilogrammos űrszondával 83,1 óra repülés után technikai okok miatt – a fékező rakétarendszer hibája miatt – nem sikerült a puha leszállás. December 6-án a Viharok Óceánja (Oceanus Procellarum) területén becsapódott a Hold felszínébe.
Felépítése: leszállóegység (felszíni szonda), vezérlőegység, orientációs gáztartály és hideggáz-fúvókák, magasságmérő radar, üzemanyagtartályok és a fékező hajtómű, kormányhajtóművek, csillagérzékelő (tájolás), asztroorientációs rendszer elektronikája, valamint optikai-mechanika, rádiórendszer, antennák.
Leszállóegység (felszíni szonda):
- fékező rakétarész a szükséges üzemanyaggal,
- légzsák-rendszer, ami biztosította a ledobott  hordozóegységből a műszeres egység épségét,
- a leszállóegységből négy szárny nyílott ki, biztosítva a stabil helyzetet, egyben antennaként szolgálva,
- a légmentesen lezárt 100 kilogramm tömegű, 60 centiméteres gömbtartály tartalmazta: az akkumulátoros erőforrást, a hőellenőrzőt, a televíziós egységet, sugárzásdetektort, rádió adó-vevő berendezést, vezérműegységet, külső felületén a 4 darab rúdantennát,
- stabilizált állapotban a televíziós kamerák tükörrendszer segítségével fényképezték környezetét, elektronikus feldolgozás után antennájával sugározta vevőállomásaira a képeket.

## Külső hivatkozások
- Luna–8. zarya.info. [2022. július 1-i dátummal az eredetiből archiválva]. (Hozzáférés: 2013. január 15.)
- Luna–8. astronautix.com. (Hozzáférés: 2013. január 15.)
- Luna-8. skyrocket.de. (Hozzáférés: 2013. január 15.)
- Luna-8. ib.cas.cz. [2013. október 13-i dátummal az eredetiből archiválva]. (Hozzáférés: 2013. január 15.)

| Elődje: Luna–7 | Luna-program 1963–1968 | Utódja: Koszmosz–111 |